# Torneo de Waterpolo Playa de Mutriku
El Torneo de Waterpolo Playa de Mutriku es una competición de waterpolo popular celebrada en la localidad de Motrico desde el año 2007. Lo organiza el Urbat Waterpolo.

## Palmarés masculino
| Año  | Primero                           | Segundo                           | Tercero               | Cuarto                |
| ---- | --------------------------------- | --------------------------------- | --------------------- | --------------------- |
| 2014 | CN Sant Andreu                    | Txipi Team                        |                       |                       |
| 2013 | CN Sant Andreu                    | Txipi Team                        | Pro Secco             |                       |
| 2012 | CN Sant Andreu                    | Universitat autónoma de Barcelona | Sallent               | Txipi Team            |
| 2011 | WUA                               | CN Sant Andreu                    | Lautada               | Leioa IT+Txipi Team   |
| 2010 | Universitat Autónoma de Barcelona | Waterpolo Estiu Gironí            | Lautada               | Club Deportivo Bilbao |
| 2009 | Waterpolo Estiu Gironí            | Master Askartza                   | Club Deportivo Bilbao | Leioa IT              |
| 2008 | Iruña                             | Urbat Waterpolo                   | CW Padrón             |                       |
| 2007 | Urbat Waterpolo                   | Izarraitz                         |                       |                       |

## Palmarés femenino
| Año  | Primero        | Segundo  | Tercero     | Cuarto     |
| ---- | -------------- | -------- | ----------- | ---------- |
| 2014 | CN Sant Andreu | Leioa IT | Sallent     | CNW Sestao |
| 2013 | CN Sant Andreu | Leioa IT | Bidasoa XXI |            |
| 2012 | CN Sant Andreu | Leioa IT |             |            |
| 2011 | CN Sant Andreu | Leioa IT | WUA         | WEG        |